# Dajr Hasan
Dajr Hasan (arab. دير حسن) – wieś w Syrii, w muhafazie Aleppo, w dystrykcie Afrin. W 2004 roku liczyła 596 mieszkańców.